# وانگ سوک هیون
وانگ سوک هیون (کره‌ای: 왕석현؛ زادهٔ ۲ ژوئن ۲۰۰۳) بازیگر اهل کره جنوبی است. او به خاطر ایفای نقش در فیلم سال ۲۰۰۸، رسوایی سازان شناخته می‌شود.

## فیلم‌شناسی

### فیلم
| سال  | عنوان           | نقش                 | توضیحات      |
| ---- | --------------- | ------------------- | ------------ |
| ۲۰۰۸ | رسوایی سازان    | هوانگ کی دونگ       |              |
| ۲۰۱۰ | پنجه‌های دلچسب ۲ | مشتری فروشگاه ویدیو | حضور افتخاری |
| ۲۰۱۱ | آهنگ رؤیاها     | نی مون              |              |
| ۲۰۱۲ | بازگشت مافیا    | هیون وو             |              |

### مجموعه تلویزیونی
| سال  | عنوان                     | نقش                  | توضیحات      |
| ---- | ------------------------- | -------------------- | ------------ |
| ۲۰۰۹ | بانوی زیبای من            | کانگ سو مین          |              |
| ۲۰۱۲ | نمی‌تونم بدون تو زندگی کنم | کیم کی چان           |              |
| ۲۰۱۳ | نابغه تبلیغات لی ته بک    | کیم‌ها رانگ           | حضور افتخاری |
| ۲۰۱۸ | هنوز ۱۷                   | کیم هیونگ ته (جوانی) | [ ۲ ]        |
| ۲۰۱۸ | یک عهد با خدا             | سونگ هیون وو         |              |

### ورایتی شو
| سال  | عنوان                  | شبکه   | توضیحات               |
| ---- | ---------------------- | ------ | --------------------- |
| ۲۰۲۰ | پادشاه خواننده نقابدار | ام‌بی‌سی | شرکت کننده (قسمت ۲۸۳) |

## جوایز و نامزدی‌ها
| سال  | مراسم جوایز                      | دسته               | نامزد / اثر               | نتیجه    | منابع |
| ---- | -------------------------------- | ------------------ | ------------------------- | -------- | ----- |
| ۲۰۰۹ | دومین جوایز ستاره جونیور کره     | جایزه بزرگ         | رسوایی سازان              | برنده    |       |
| ۲۰۰۹ | هفدهمین جوایز هنری فیلم چونسا    | بهترین بازیگر جوان | رسوایی سازان              | برنده    |       |
| ۲۰۰۹ | سومین جوایز برگزیده ۲۰ ام‌نت      | ستاره جدید داغ     | رسوایی سازان              | نامزدشده |       |
| ۲۰۰۹ | بیست و سومین جوایز درامای کی‌بی‌اس | بهترین بازیگر جوان | بانوی زیبای من            | نامزدشده |       |
| ۲۰۱۲ | سی و یکمین جوایز درامای ام‌بی‌سی   | بهترین بازیگر جوان | نمی‌تونم بدون تو زندگی کنم | نامزدشده |       |
| ۲۰۱۸ | سی و هفتمین جوایز درامای ام‌بی‌سی  | بهترین بازیگر جوان | یک عهد با خدا             | برنده    | [ ۴ ] |